# 괴도

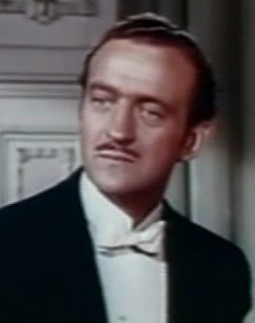
데이비드 니븐이 연기한 괴도 캐릭터 아서 J. 래플스의 모습.

괴도(怪盜, 영어: Phantom Thief)는 정형적 인물유형 중 하나다. 괴도는 도둑이되어 예고장을 남긴다든가, 미학타령을 한다든가, 신사도를 발휘한다든가 따위의, 제정신인 도둑이면 하지 않을 괴상한 짓거리를 하는 도둑의 한 일종이다. 괴도의 도둑질은 거의 실패하지 않는다. 괴도는 도둑질하는 물건의 가치보다 도둑질이라는 행위 자체에서 느끼는 전율을 원한다는 식으로 묘사된다. 선역으로 포장할 경우 부자만 턴다던가, 악당을 징벌하는 등 의적 유형과 교집합이 생기게 된다. 흔히 추리소설에서는 탐정과 결투를 하는 모습으로 등장한다.

## 대표적인 괴도 캐릭터
- 아르센 뤼팽
- 사이먼 템플러
- 아서 J. 래플스
- 카르멘 샌디에이고
- 에드워드 피어
- 지미 데일
- 캣우먼
- 펭귄맨
- 갬빗
- 블랙 캣
- 대니 오션
- 슬라이 쿠퍼
- 에르퀼 플랑보
- 플린 라이더
- 루팡 3세
- 괴도 세인트테일

- 괴도 키드 카이토
- 하네오카 메이미
- 괴도 조커
- 괴도 팬텀 영웅
- 괴도맛 쿠키

## 같이 보기
- 무협